# بیگ بی (میشیگان)
بیگ بی (به انگلیسی: Big Bay) یک منطقهٔ مسکونی در ایالات متحده آمریکا است که در شهرستان مارکت، میشیگان واقع شده‌است. بیگ بی ۱۵٫۴ کیلومتر مربع مساحت و ۲۶۵ نفر جمعیت دارد و ۲۰۸ متر بالاتر از سطح دریا واقع شده‌است.